# 卡蒂娅·里皮
卡蒂娅·里皮（芬蘭語：Katja Riipi，1975年10月26日—），芬兰女子冰球运动员。她曾代表芬兰参加1998年和2002年冬季奥林匹克运动会冰球比赛，其中1998年奥运会获得一枚铜牌。